# Rio Golumbu
O Rio Golumbu é um rio da Romênia, afluente do Miniş, localizado no distrito de Caraş-Severin.